# Festuca heteropachys
Festuca heteropachys är en gräsart som först beskrevs av St.-yves, och fick sitt nu gällande namn av Erwin Patzke och Paul Henri Auquier. Festuca heteropachys ingår i släktet svinglar, och familjen gräs. Inga underarter finns listade i Catalogue of Life.